# Ablerus biguttatibiae
Ablerus biguttatibiae är en stekelart som beskrevs av Girault 1924. Ablerus biguttatibiae ingår i släktet Ablerus och familjen växtlussteklar. Inga underarter finns listade i Catalogue of Life.